# Plave
Plave (koreanisch 플레이브, geschrieben in Großbuchstaben) ist eine virtuelle Boygroup des südkoreanischen Unternehmens Vlast bestehend aus den Mitgliedern Yejun, Noah, Bamby, Eunho und Hamin.
Die Gruppe debütierte im Jahr 2023 und veröffentlichte bisher drei EPs, ein Single-Album sowie mehrere Singles, die teilweise Chartpositionen in ihrer Heimat und in Japan erreichen konnten. Plave erhielten Nominierungen bei verschiedenen Musikpreisen wie den Circle Chart Music Awards, den Golden Disk Awards, den MAMA Awards, den Hanteo Music Awards, den Seoul Music Awards und den Music Awards Japan.

## Geschichte
Die virtuelle Boygroup Plave wurde bei einem Livestream am 15. September 2022 auf den späteren YouTube- und Twitch-Kanälen der Gruppe angekündigt. Offiziell debütierte sie am 12. März des darauffolgenden Jahres mit der Herausgabe des Single Albums Asterum. Dieses erreichte auf Anhieb den zehnten Platz der heimischen Albumcharts.
Die Debüt-EP Asterum: The Shape of Things to Come erreichte in den ersten dreizehn Stunden nach Veröffentlichung die Marke von einer Million Streams und wurde innerhalb des ersten Tages 1,7 Millionen Mal gestreamt, was dafür sorgte, dass die EP in die Hall of Fame des Streamingdienstes Melon aufgenommen wurde. Bei den Melon Music Awards wurde Plave offiziell in zwei Kategorien nominiert und erhielten einen Preis in der Spezialkategorie My Idol Award. Während eines Livestreams kündigten Plave an, der Plattform Weverse beizutreten und avancierte so zum ersten virtuellen Künstler, die diesen Schritt unternahmen.
Im Februar 2024 erschien mit Asterum: 134-1 die zweite EP der Gruppe. Diese erreichte auf Anhieb Platz eins in Südkorea und konnte auch eine Notierung in den japanischen Oricon-Albumcharts erreichen. Am 12. und 13. April 2024 gab die Gruppe ihr erstes Fan-Konzert in der Olympic Hall in Seoul. Im Februar 2025 wurde die dritte EP Caligo Pt. 1 herausgegeben, die ebenfalls in den koreanischen und japanischen Musikcharts einstieg. Mit der Single Kakurenbo erreichten Plave erstmals die Chartspitze der japanischen Singlecharts von Oricon. Zwischen August und November 2025 tourt die Boygroup erstmals durch Ostasien mit Konzerten in Hongkong, Taiwan, Indonesien, Thailand, Japan und Südkorea.

## Diskografie

### EPs
| Jahr | Titel Musiklabel                           | Höchstplatzierung, Gesamtwochen, AuszeichnungChartplatzierungen (Jahr, Titel, Musiklabel, Platzierungen, Wochen, Auszeichnungen, Anmerkungen) | Höchstplatzierung, Gesamtwochen, AuszeichnungChartplatzierungen (Jahr, Titel, Musiklabel, Platzierungen, Wochen, Auszeichnungen, Anmerkungen) | Anmerkungen                            |
| Jahr | Titel Musiklabel                           | KR | JP | Anmerkungen                            |
| ---- | ------------------------------------------ | --- | --- | -------------------------------------- |
| 2023 | Asterum: The Shape of Things to Come Vlast | KR2 Platin · (… Wo.)KR | — | Erstveröffentlichung: 24. August 2023  |
| 2024 | Asterum: 134-1 Vlast                       | KR1 ×2Doppelplatin + Platin (POCA Version) · (… Wo.)KR                                                                                        | JP9 (6 Wo.)JP | Erstveröffentlichung: 26. Februar 2024 |
| 2025 | Caligo Pt. 1 Vlast                         | KR2 ×3Dreifachplatin + Platin (POCA Version) · (… Wo.)KR                                                                                      | JP5 (… Wo.)JP | Erstveröffentlichung: 3. Februar 2025  |

### Single-Alben
| Jahr | Titel Musiklabel | Höchstplatzierung, Gesamtwochen, AuszeichnungChartsChartplatzierungen (Jahr, Titel, Musiklabel, Platzierungen, Wochen, Auszeichnungen, Anmerkungen) | Anmerkungen                         |
| Jahr | Titel Musiklabel | KR | Anmerkungen                         |
| ---- | ---------------- | --- | ----------------------------------- |
| 2023 | Asterum Vlast    | KR10 (… Wo.)KR | Erstveröffentlichung: 12. März 2023 |

### Singles
| Jahr                | Titel Album                                         | Höchstplatzierung, Gesamtwochen, AuszeichnungChartplatzierungen (Jahr, Titel, Album, Platzierungen, Wochen, Auszeichnungen, Anmerkungen) | Höchstplatzierung, Gesamtwochen, AuszeichnungChartplatzierungen (Jahr, Titel, Album, Platzierungen, Wochen, Auszeichnungen, Anmerkungen) | Anmerkungen                        |
| Jahr                | Titel Album                                         | KR | JP | Anmerkungen                        |
| ------------------- | --------------------------------------------------- | --- | --- | ---------------------------------- |
| Koreanische Singles |                                                     | | |                                    |
|                     |                                                     | | |                                    |
| 2023                | Wait for You Asterum                                | — | — | Erstveröffentlichung: 2023         |
| 2023                | Why? Asterum: The Shape of Things to Come           | KR69 (… Wo.)KR | — | Erstveröffentlichung: 2023         |
| 2023                | The 6th Summer Asterum: The Shape of Things to Come | KR6 (… Wo.)KR | — | Erstveröffentlichung: 2023         |
| 2023                | Merry Pllistmas Asterum: 134-1                      | KR6 (… Wo.)KR | — | Erstveröffentlichung: 2023         |
| 2024                | Way 4 Luv Asterum: 134-1                            | KR6 (… Wo.)KR | — | Erstveröffentlichung: 2024         |
| 2024                | Pump Up the Volume! Caligo Pt. 1                    | KR1 (… Wo.)KR | — | Erstveröffentlichung: 2024         |
| 2025                | Dash Caligo Pt. 1                                   | KR3 (… Wo.)KR | — | Erstveröffentlichung: 2025         |
| Japanische Singles  |                                                     | | |                                    |
|                     |                                                     | | |                                    |
| 2025                | Hide and seek –                                     | KR92 (… Wo.)KR | JP1 Platin · (… Wo.)JP | Erstveröffentlichung: 9. Juli 2025 |

## Auszeichnungen und Nominierungen (Auswahl)
| Auszeichnung              | Jahr | Kategorie                                       | für       | Resultat  | Quellen       |
| ------------------------- | ---- | ----------------------------------------------- | --------- | --------- | ------------- |
| Circle Chart Music Awards | 2023 | Rookie of the Year – Streaming Unique Listeners | Plave     | Nominiert | [ 11 ]        |
| Golden Disk Awards        | 2023 | Popular Artist Award                            | Plave     | Nominiert | [ 12 ]        |
| Golden Disk Awards        | 2023 | Rookie Artist of the Year                       | Plave     | Nominiert | [ 12 ]        |
| Hanteo Music Awards       | 2023 | Rookie of the Year – Male                       | Plave     | Nominiert | [ 13 ] [ 14 ] |
| Hanteo Music Awards       | 2023 | Special Award – Virtual Artist                  | Plave     | Gewonnen  | [ 13 ] [ 14 ] |
| Hanteo Music Awards       | 2024 | Artist of the Year (Bonsang)                    | Plave     | Gewonnen  | [ 15 ]        |
| MAMA Awards               | 2024 | Fan’s Choice Top 10 – Male                      | Plave     | Nominiert | [ 16 ]        |
| MAMA Awards               | 2024 | Best Vocal Performance – Group                  | Way 4 Luv | Nominiert | [ 16 ]        |
| MAMA Awards               | 2024 | Song of the Year                                | Way 4 Luv | Nominiert | [ 16 ]        |
| Melon Music Awards        | 2023 | My Idol Award                                   | Plave     | Gewonnen  | [ 5 ]         |
| Melon Music Awards        | 2023 | Millions Top 10 Artist                          | Plave     | Nominiert | [ 4 ]         |
| Melon Music Awards        | 2023 | Rookie of the Year                              | Plave     | Nominiert | [ 4 ]         |
| Music Awards Japan        | 2025 | Best Song Asia                                  | Way 4 Luv | Nominiert | [ 17 ]        |
| Music Awards Japan        | 2025 | Best of Listener’s Choice: International        | Way 4 Luv | Nominiert | [ 17 ]        |
| Seoul Music Awards        | 2023 | New Wave Star Award                             | Plave     | Gewonnen  | [ 18 ]        |
| Seoul Music Awards        | 2023 | Rookie Award                                    | Plave     | Nominiert | [ 19 ]        |
| Seoul Music Awards        | 2025 | Main Prize (Bonsang)                            | Plave     | Gewonnen  | [ 20 ]        |